# 蕭樂音奴
蕭樂音奴（?—?），字婆丹。辽国文化人物、軍人。契丹人，奚六部敞稳蕭突呂不六世孫。蕭拔剌之子。
蕭樂音奴容貌雄偉善于辩論，通曉契丹文字、漢字。得意騎马射箭、蹴鞠，与当時名士相交。四十岁开始出仕担任護衛。参加镇压耶律重元之乱，因功转任護衛太保。改任本部南剋、旗鼓拽剌詳稳。监障海東青鶻，獲得白花十三回，賜榾柮之犀和玉吐之鶻。任五蕃部節度使，去世。子蕭陽阿。

## 延伸阅读
[在维基数据编辑]
 《遼史/卷96》，出自脱脱《遼史》